# Rochelle Ballard
Rochelle Ballard est une surfeuse professionnelle américaine née le 13 février 1971 à Montebello, en Californie. 

## Biographie
Rochelle Ballard naît en Californie mais ses parents s’installent à Hawaï alors qu'elle n'a que six mois. Elle commence le surf par des compétitions locales en 1986. Ses succès lui ont permis de se qualifier pour surfer au Championnat mondial en 1991.
En 1991, la même année, devenue pro, elle épouse le cinéaste Bill Ballard. Quand elle n’est pas en compétition, elle apparaît au cinéma et aide son mari à produire une longue série de films de surf sur les femmes, y compris l'original Blue Crush.
Depuis, elle est présente sur les nouvelles locales et nationales ainsi que des magazines sur le surf, TW Surf, Surfer, SG Magazine, Surfer Girl, Women's Sports and Fitness, Fit Magazine, Sports Illustrated femmes, des personnes, National Geographic ainsi que certaines revues internationales. Elle a reçu plusieurs récompenses au fil des années par la communauté surf.
Rochelle a servi de doublure au film d'Universal Motion Picture Pictures intitulé Blue Crush en 2002. Elle a également joué dans une dépendance Surf Girls, un film de surf qui O'Neill sorti en 2004.
Bien que Rochelle n'ait jamais remporté un titre mondial, elle a failli gagner en 2002. D'autre part, elle a été une unité de finition top 10 depuis 1994. Sa passion pour l'océan et l'intrépidité dans les vagues énormes ont fait d'elle une icône du surf féminin.
Rochelle Ballard vit maintenant de retour sur la rive nord de Kauai où elle travaille avec O'Neill pour aider à encourager la prochaine génération de surfeurs femmes.

## Filmographie
- 2003 : Modux Mix[1] documentaire américain avec entre autres Serena Brooke, Lisa Andersen, Megan Abubo, Layne Beachley, Samantha Cornish, Chelsea Georgeson, Keala Kennelly, Sofia Mulanovich.
- 2002 : Blue Crush

## Palmarès

### Podiums
- 2004 : Vice-championne du monde ASP

### Victoires
- 2000 : OP Pro Boat Trip Challenge, Sumatra, Indonésie (Spécialité)
- 1999 : Rip Curl Hossegor Pro, Hossegor, Landes, France (WCT)
- 1999 : Gotcha Girl Star Pro, Huntington Beach, Californie, États-Unis (WCT)
- 1997 : Wahine Womens, Huntington Beach, Californie, États-Unis (WQS)
- 1997 : Gunston 500, Durban, Afrique du Sud (WQS)
- 1997 : Wahine Womens, Santa Cruz, Californie, États-Unis (WCT)
- 1997 : Sud-Ouest Trophée, Lacanau, Gironde et Hossegor, Landes, France (Spécialité)
- 1997 : Lacanau Women's Pro, Lacanau, Gironde, France (WCT)
- 1997 : Billabong Pro, Gold Coast, Queensland, Australie (WCT)
- 1996 : Town and Country, Ala Moana, Oahu, Hawaii (WCT)
- 1996 : Wahine Womens, Seaside Reef, Californie, États-Unis (WCT)
- 1995 : Body Glove Surfbout VIII, Lowers Trestles, Californie, États-Unis (WCT)
- 1993 : Gunston 500, Durban, Afrique du Sud (WCT)

### WCT
- 2008 : non qualifiée
- 2007 : 17e rétrogradée en WQS
- 2006 :
- 2005 :
- 2004 :   2 e
- 2003 : 14e
- 2002 :   7 e
- 2001 :   4 e
- 2000 :
- 1999 :   5 e
- 1998 :   4 e
- 1997 :   7 e - 3 victoires
- 1996 :   6 e - 2 victoires
- 1995 :   6 e - 1 victoire
- 1994 :   7 e